# Газопереробний завод Мумба
Газопереробний завод Мумба – елемент нафтогазової інфраструктури Австралії, що знаходиться в пустельному районі на північному сході штату Південна Австралія.
Завод ввели в дію не пізніше 1969 року в межах проекту розробки родовищ басейну Купер (південно-західна частина басейну Купер-Ероманга). Його звели на основі родовища Мумба, проте з плином часу майданчик перетворився на центральний переробний хаб, що за допомогою газозбірної мережі довжиною у кілька тисяч кілометрів отримує продукцію понад сотні родовищ. Крім того, з першої половини 1990-х за допомогою трубопроводу Баллера – Мумба сюди подали частину продукції з басейну Ероманга (при цьому до загального потоку домішують гомологи метану, вилучені газопереробним заводом Баллера).
Газ родовищ басейну Купер містить великі обсяги діоксиду вуглецю, тому завод отримав сім технологічних ліній для його вилучення. Також є дві лінії з вилучення гомологів метану. Загальна продуктивність заводу не пізніше початку 2000-х років досягнула 17 млн м3 товарного газу на добу.
Видачу товарного газу можлива по трубопроводах Мумба – Аделаїда (з 1969), Мумба – Сідней (з 1976-го) та Мумба – Валлумбілла (з 2014-го).
Починаючи з першої половини 1980-х вилучений на ГПЗ конденсат та зріджений нафтовий газ (ЗНГ, пропан-бутанова фракція), а також отриману з родовищ басейну Купер нафту змішують та відправляють по трубопроводу Мумба – Порт-Бонітон на установку фракціонування Порт-Бонітон.
Вилучений етан з 1986 по 1996 роки використовували у проекті підвищення нафтовилучення на родовищах Тірраварра та Мурарі, після чого перейшли на його видачу по етанопроводу Мумба – Сідней. Також невелика кількість етану споживається як паливний газ для технологічних потреб ГПЗ. 
Газопереробний майданчик працює у зв'язці з підземним сховищем газу Мумба.
Оскільки ГПЗ Мумба є великим продуцентом діоксиду вуглецю, в першій половині 2020-х узялись за проект зменшення викидів цього парникового газу. З 2024-го діоксид вуглецю транспортують по трубопроводу Мумба – Кросс-Бордер та закачують у відпрацьовані поклади. Проект передбачає захоронення 1,7 млн тонн СО2 на рік.